# Julián Álvarez Ortega
Julián Álvarez Ortega (Écija, 26 de diciembre de 1963) es un político, abogado y gestor de empresas español del Partido Andalucista (PA), anteriormente Partido Socialista de Andalucía, candidato a la presidencia de la Junta de Andalucía en las elecciones parlamentarias de 2008. Entre el 17 de junio de 1995 al 15 de junio de 2007, fue alcalde de la ciudad andaluza de Écija.

## Biografía
Licenciado en Derecho por la Universidad de Sevilla, ingresó en el entonces Partido Socialista de Andalucía en 1979, pues su padre, Julián Álvarez Pernía, fue fundador del Partido, además de ser el primer alcalde democrático de Écija.
Ortega fue Secretario General de las Juventudes Andalucistas entre 1988 y 1990, además de alcalde de Écija entre 1995 y 2007. Ese mismo año fue elegido secretario general del Partido Andalucista, cargo que ostentaría hasta 2008.